# Gymnase-Enfantin
El Gymnase-Enfantin o Gymnase des Enfants, también conocido con los nombres de Théâtre des Jeunes-Artistes y Théâtre des Jeunes-Comédiens, era un local de ocio situado cerca del Passage de l'Opéra, en el IX Distrito de París. Tenía capacidad para doscientos espectadores.

## Historia
Inaugurado en 1829 y nombrado así como homenaje al Gymnase-Dramatique, albergaba tan solo obras representadas por niños, un género que se había hecho popular en el siglo XVIII gracias al Théâtre des Beaujolais. Muchos artistas, de la talla de Alphonsine o Clarisse Midroy, hicieron su debut sobre esas tablas.
En 1839, Auguste de Monval, que empleaba como seudónimo Saint-Hilaire, se convirtió en su director. Sin embargo, el teatro fue pasto de las llamas del incendio del 30 de julio de 1843 y, pese a ser muy popular entre las familias, se cerró definitivamente. Sus trabajadores se integraron en la plantilla del Théâtre Comte, que había sido su rival hasta entonces. El edificio se reconstruyó y pasó a albergar el Théâtre Moderne.